# 江上氏
江上氏（えがみし）は、日本の氏族の一つ。

## 出自
本姓は東漢氏系大蔵氏で、大蔵春実を祖とする九州の大蔵氏の嫡流原田氏の庶家に当たる。原田種成の第4子種光が筑後国三潴郡江上村に土着したのが始まりとされるが、初期の系図については諸説あり未だ確定を見ていない。また藤原氏北家の流れが始まりとされる江上家も存在している。

## 概略
6代氏種の時、元寇の役の軍功により肥前国神埼荘地頭職を賜り移住。元弘3年（1333年）、8代近種が護良親王の命で行動していたことが確認される。
永享6年（1434年）、12代常種は少弐氏の九州探題渋川満直の征討に協力。勢福寺城の城主となり、以後は少弐方として行動するようになった。13代興種は大内氏（大内義興）と通じたため少弐氏により勢福寺城を追われたが、14代元種は大内氏と対立を深める少弐氏（少弐資元）を援け再び勢福寺城に入った。天文2年（1533年）元種は東肥前に侵攻してきた大内氏の軍勢を蹴散らしたが、天文3年（1534年）再び侵攻した大内氏に少弐方は劣勢に立たされた。元種は少弐資元・冬尚親子を勢福寺城に受け入れ立てこもったが、最後は水ヶ江龍造寺氏の龍造寺家兼の進言により大内氏と和議を結び勢福寺城を明け渡した。
少弐冬尚は再起を図るため、協力を請うた龍造寺家兼の尽力で勢福寺城に復帰。龍造寺家門（家兼の弟）が執権に就き、江上元種は馬場頼周と共に補佐として少弐氏を支えることになった。しかし少弐氏内での龍造寺氏の勢力増長を嫌った馬場頼周は、家門に謀反の嫌疑をかけ龍造寺派を謀殺してしまう。家門は逃れたが、これにより少弐氏と龍造寺氏の対立が決定的となった。天文15年（1546年）龍造寺家兼は挙兵して馬場頼周を討ち、翌天文16年（1547年）には家兼を継いだ龍造寺隆信によって少弐冬尚は勢福寺城を追われた。元種は冬尚を守り筑後まで逃れ、江上城で隠居した。
天文20年（1551年）少弐冬尚が大友義鎮と組んで龍造寺隆信を肥前から追放すると、元種の跡を継いだ15代武種は少弐氏の執権となった。しかし勢力を拡大した龍造寺隆信は、永禄2年（1559年）に勢福寺城を攻め、少弐冬尚を自刃に追い込み少弐氏を滅亡させた。武種は直前に龍造寺隆信に降っている。龍造寺氏に属することになった武種であったが、後に離反して大友氏に従ったため龍造寺氏の征討を受けるに至った。武種は和議を申し出て隠居し、後継には養子として龍造寺隆信の子の家種が迎えられることになった。
16代家種は龍造寺隆信が討ち死にした沖田畷の戦いで奮戦し生き延びた。しかし病弱であった龍造寺政家に代わり龍造寺氏の実権を握る鍋島氏を食い止められないまま、朝鮮の役に参加し戦没した。
家種の子は江上姓を捨て、長子茂美（佐野右京亮）は佐野氏を名乗り、次子勝種（勝山大蔵）は勝山姓を名乗った。茂美の子孫は佐賀藩士佐野氏の祖となった。勝種は龍造寺伯庵を擁して幕府に龍造寺家の復興を訴えるも敗訴。正保元年に会津藩保科家預かりとなり、江上氏に復姓した。慶安元年に会津藩に召し抱えられ、子孫は会津藩士として続いた。江戸時代最後の当主種順の子に、戊辰戦争で伝習第一大隊として活躍した秋月登之助（江上種明）がいる。
また『北肥戦誌』の記述には、15代・武種の弟の定種が、武種が大友氏に離反した際に自害を以って諫言しようとしたのを（即座に武種らに止められ死には至らず）鍋島直茂が称賛、その子孫を家人に列したのであるが、その子孫が川瀬氏だとある。

## 江上氏歴代当主
- 江上種光：初代。原田種成の第4子。原田氏より筑後国三潴郡江上に分家し江上氏の祖となる。
- 江上長種：2代。長子は四郎種冬、次子は三郎忠種。
- 江上種冬：3代。長種の長子。
- 江上忠種：4代。長種の次子。
- 江上次種：5代。忠種の子。
- 江上氏種：6代。次種の子。江上種宗とも称される。 元寇の役の軍功により肥前国神埼荘地頭職を賜る。
- 江上重種：7代。氏種の子。
- 江上近種：8代。重種の子。元弘三年（1333）、護良親王の命を奉じて赤松氏と戦う。
- 江上常種：12代。
- 江上興種：13代。大内義興に通じ、その偏諱を賜う。
- 江上元種：14代。13代興種の弟。少弐資元より偏諱を賜う。
- 江上武種：15代。13代興種の子。
- 江上家種：16代。龍造寺隆信の次子。江上武種の養子となる。
- 江上勝種（1590～1676)：17代。家種の次子。種勝・胤勝とも称される。通称は初めは勝山大蔵、後に江上隼人。勝山姓を名乗り、龍造寺伯庵を推して幕府に龍寺家復興を訴えるも敗訴し会津藩保科家預かりとなりった。後に江上氏に復姓して名跡を復活させ、会津藩に出仕した。龍造寺伯庵の後見であったことが考慮され、藩主より特別の計らいを受けている。
- 江上種弼：18代。原田嘉種の第3子。通称は八十郎、隼人。龍造寺主膳（江上勝種の従兄弟）の娘と結し江上勝種の養子となる。
- 江上種孝：19代。種弼の子。母は龍造寺主膳（江上勝種の従兄弟）の娘。
- 江上種央：20代。種弼の子。母は斉藤氏の娘。種氏（種孝の子）の早逝により家督を継承。
- 江上種重：21代。種央の子。
- 江上種徳：22代。種重の子。
- 江上種順：23代。種徳の子。秋月登之助（江上種明）の父。